# Karnivool
Karnivool ist eine fünfköpfige australische Alternative-Rock-/Progressive-Metal-Musikgruppe aus Perth, Western Australia, gegründet 1997.

## Geschichte
Karnivool entstand aus einer High-School-Band, die 1997 in Perth gegründet wurde. Zu Beginn spielte die Band Coverversionen so unterschiedlicher Bands wie Nirvana und Carcass und einige wenige eigene Lieder, vornehmlich auf Partys in Perth und Umgebung. 1998 entschloss sich Sänger Ian Kenny, den Fokus auf eigene Lieder zu legen und entledigte sich seiner Bandkollegen. Mit den Gitarristen Drew Goddard und Mark Hosking, Bassist Jon Stockman, sowie Schlagzeuger Ray Hawking fand er geeignete Bandmitglieder, mit denen er eine erste, selbstbetitelte EP aufnahm. 2001 entstand die zweite EP Persona. Auf dem Debütalbum Themata übernahm Gitarrist Drew Goddard zusätzlich das Schlagzeug und brachte sich ins Songwriting mit ein. Mit Steve Judd wurde schließlich ein fester Schlagzeuger gefunden.
2009 erschien das Album Sound Awake. Es belegte den zweiten Platz der ARIA Album Charts am 15. Juni 2009.
2013 folgte das Album Asymmetry, das in Australien Platz 1 der Charts erreichte und auch in Deutschland und der Schweiz in die Charts gelangte.

## Musikstil
Die Band begann als Nu-Metal-Band. Nachdem Andrew Goddard sich stärker in das Songwriting einbrachte, tendierte die Musik eher in die Progressive-Metal-Richtung. Die Musik basiert auf einer Kombination des Herunterstimmens der tiefen drei Gitarrensaiten auf „Dropped B“, wie es allgemein im Nu-Metal üblich ist, während die hohen drei Saiten auf E Standard gestimmt sind.

## Auszeichnungen
Bei den WAMi Awards 2007 gewann Karnivool fünf WAMingtons für „Most Popular Act“, „Most Popular Live Act“, „Best Male Vocalist“ (Ian Kenny), „Best Guitarist“ (Andrew Goddard) und „Best Hard Rock Act“.
Fünf Karnivool-Songs erschienen in mehreren Listen der „Hottest 100“ des Radiosenders Triple Js:
- 2005: Themata (#97)
- 2006: Roquefort (featuring The Cat Empire) (#45)
- 2007: The Only Way (Coverversion von Gotye) (#62)
- 2008: Set Fire to the Hive (#47) und All I Know (#63)

Das Album Asymmetry wurde bei den ARIA Awards 2013 als bestes Hard-Rock-/Heavy-Metal-Album ausgezeichnet.

## Diskografie

### Alben
| Jahr | Titel Musiklabel    | Höchstplatzierung, Gesamtwochen, AuszeichnungChartplatzierungen (Jahr, Titel, Musiklabel, Platzierungen, Wochen, Auszeichnungen, Anmerkungen) | Höchstplatzierung, Gesamtwochen, AuszeichnungChartplatzierungen (Jahr, Titel, Musiklabel, Platzierungen, Wochen, Auszeichnungen, Anmerkungen) | Höchstplatzierung, Gesamtwochen, AuszeichnungChartplatzierungen (Jahr, Titel, Musiklabel, Platzierungen, Wochen, Auszeichnungen, Anmerkungen) | Anmerkungen                                                                           |
| Jahr | Titel Musiklabel    | DE | CH | AU | Anmerkungen                                                                           |
| ---- | ------------------- | --- | --- | --- | ------------------------------------------------------------------------------------- |
| 2005 | Themata Eigenverlag | — | — | AU41 a Platin · (1 Wo.)AU | Erstveröffentlichung: 7. Februar 2005 Wiederveröffentlichung: 2015 Verkäufe: + 70.000 |
| 2009 | Sound Awake Cymatic | — | — | AU2 Gold · (9 Wo.)AU | Erstveröffentlichung: 5. Juni 2009 Verkäufe: + 35.000                                 |
| 2013 | Asymmetry Cymatic   | DE44 (1 Wo.)DE | CH45 (1 Wo.)CH | AU1 Gold · (7 Wo.)AU | Erstveröffentlichung: 19. Juli 2013 Verkäufe: + 35.000                                |

### Videoalben
- 2021: Decade of Sound Awake

### EPs
- 1999: Karnivool
- 2001: Persona
- 2009: Set Fire to the Hive

### Singles
- 2003: L1FEL1KE
- 2005: Shutterspeed
- 2005: Themata
- 2005: Roquefort (Radiosingle)
- 2009: Set Fire to the Hive
- 2009: All I Know
- 2013: We Are
- 2013: Eidolon